# 月光 (鬼束ちひろの曲)
「月光」（げっこう）は、鬼束ちひろの2枚目のシングル。

## 概要
2000年8月9日に発売された。作詞・作曲は鬼束ちひろ、編曲は羽毛田丈史。表題曲は、抑圧からの解放を願うミディアム・バラードである。
「月光」はテレビ朝日系ドラマ「トリック」の主題歌に起用された。ドラマがヒットしたこともあり、オリコンウィークリーチャート初登場30位から11位までランクアップ、10か月近くもチャート内にランクインするロングヒットを記録した。累計売上は50万枚以上を、出荷枚数にして60万枚以上を記録している。これはシングル作品としては自己最高である。また当楽曲は音楽配信でもロングヒットを続けており、日本レコード協会からダブル・プラチナの有料音楽配信認定（50万ダウンロード以上）を受けている。
また、YouTubeで公開されたミュージックビデオは、2025年2月27日に1億再生を突破した。
もともとこの作品は2枚目のシングルとしてリリースする予定はなかったが、ドラマのヒットにより急遽シングル化されることとなった（詳細はシングル「Cage」の項を参照のこと）。
2014年に上映された映画『トリック劇場版 ラストステージ』のCMにも流されている。
| 頭サビ・Aメロ1・サビ1・ Aメロ2・サビ2・Bメロ | 頭サビ・Aメロ1・サビ1・ Aメロ2・サビ2・Bメロ | → | 大サビ | 大サビ         |
|                                              | 嬰ヘ短調 (F♯m)                               | → |        | 嬰ト短調 (G♯m) |

## 楽曲解説
月光
- 吉田真佐男と土屋望が出会い「月光」が生れる[5]。
- ドラマタイアップに起用された事により、急遽シングルリリースが決定したため、全作品中最も制作期間が短い。後に羽毛田丈史はベストアルバム『the ultimate collection』のライナーノーツにおいて、「楽曲のアレンジが3パターン、ピアノのみ、ピアノとストリングスカルテット、バンド、それぞれ存在した。ピアノだけでは強烈な歌詞には脆弱で、バンドでは楽曲の持つ美しさや儚さが損なわれる恐れがあるため、ピアノとストリングスカルテットを採用した」と公言しており、短い制作期間の中でも楽曲の世界観を見出し、こだわりを持って制作されたことが窺える。
- バンドバージョンはボツとなったが、ピアノのみのバージョンは後に1stアルバム『インソムニア』に「月光 (album version)」として収録されることとなる。その他のバージョンとして、ドラマのエンディング用に編集され使用された「月光 〜TV86〜」はドラマのサウンドトラックに収録されている。
- イントロのピアノの伴奏部分(6秒)は、羽毛田丈史の創作である。
- タイトルについて、「アレンジが決まって「月の光が射してるみたいだな」と思って「月光」って付けたんです」と語っている[6]。以前のタイトルは「GOD'S CHILD」や「聖痕」だった。
- 歌詞に関しては、「その当時の自分の心境そのままを表した形となっていて、歌詞の一部で切り取って見ても当時の自分なりの意地を持って、その時の自分に自信が持てなかった事や、居場所が分からずにいたことを表したかったんだと思います」・「たびたび登場する『腐敗』という単語に至っては、若さゆえであり、当時のプロデューサーと一悶着があった」と語っている[7]。
- この楽曲のヒットにより鬼束＝月光というイメージが定着してしまったせいで、本人は後に「この曲は嫌い」と、音楽雑誌や『Pretty Witch Complete Book』においても発言したことがある。しかし、一方では、「私の名前を世に知らしめてくれた良い曲。自分の曲を子供だと思っていて、沢山いる子供の中の一人になりますね。」と語ってもいる[7]。なお、本曲は複数のアーティストによってカバーされている（後述参照）
- 2020年2月放送の音楽活動20周年を記念する特別番組のNHKの「Songs」において、鬼束自身の各楽曲にはカラーリングを決めていると証言し、本曲のカラーはジャケット写真の衣装の色と同じ「紫」であるとインタビューで語った。続いて、「1stシングルの『シャイン』はあらかじめきめられていたが、この曲を発表するまで、プロデュサーから7曲つくってと頼まれ、そのうちの1曲である」(未発表の曲が6曲ある)とも語った。

Arrow of Pain
- 2ndアルバム『This Armor』に収録され、後に映画『グローウィン・グローウィン』の挿入歌として起用されることとなった。

## 収録曲
CD
- 全編曲：羽毛田丈史

1. 月光 (5:09)
テレビ朝日系金曜ナイトドラマ「トリック」主題歌(2000)
東宝系映画「トリック-劇場版-」主題歌(2002)
東宝系映画「トリック-劇場版-ラストステージ」主題歌(2014)
FOXチャンネル「ジャーニーマン 時空を越えた赤い糸」日本語版イメージソング(2009)
朝日放送「ミナミ極楽堂」エンディングテーマ
朝日放送「百万馬力」エンディングテーマ
朝日放送「おもしろレンタルビデオ スピルバーガー」エンディングテーマ
2. Arrow of Pain (5:15)
映画「グローウィン・グローウィン」挿入歌(2002)
3. 月光 (Inst.) (5:09)

## チャート成績
『月光』は、オリコンで最高順位11位、累計売上は56万枚以上を記録した。
2000年のオリコンシングル年間ランキングでは、38.4万枚を売り上げ、71位にランクインした。
初登場30位、初動売上は1.1万枚ほどだったが、6週目で10万枚、9週目で20万枚、12週目で30万枚、16週目で40万枚、24週目で50万枚を突破した。
10か月近くチャートにランクインした。

### 売上推移
発売24週目(累計売上枚数50万枚達成)までのオリコンによる集計
| 登場週           | 順位 | 週間売上枚数 | 累計売上枚数 |
| ---------------- | ---- | ------------ | ------------ |
| 2000年8月21日付  | 30   | 11,780       | 11,780       |
| 2000年8月28日付  | 34   | 8,790        | 20,570       |
| 2000年9月4日付   | 18   | 18,940       | 39,510       |
| 2000年9月11日付  | 15   | 20,760       | 60,270       |
| 2000年9月18日付  | 13   | 31,510       | 91,780       |
| 2000年9月25日付  | 14   | 36,620       | 128,400      |
| 2000年10月2日付  | 11   | 36,220       | 164,620      |
| 2000年10月9日付  | 13   | 34,720       | 199,340      |
| 2000年10月16日付 | 13   | 28,750       | 228,090      |
| 2000年10月23日付 | 13   | 24,620       | 252,710      |
| 2000年10月30日付 | 12   | 26,380       | 279,090      |
| 2000年11月6日付  | 17   | 26,410       | 305,500      |
| 2000年11月13日付 | 16   | 31,740       | 337,240      |
| 2000年11月20日付 | 19   | 23,370       | 360,610      |
| 2000年11月27日付 | 18   | 24,620       | 385,230      |
| 2000年12月4日付  | 24   | 16,390       | 401,620      |
| 2000年12月11日付 | 26   | 15,180       | 416,800      |
| 2000年12月18日付 | 34   | 9,490        | 426,290      |
| 2000年12月25日付 | 34   | 7,630        | 433,920      |
| 2001年1月1日付   | 21   | 9,910        | 443,830      |
| 2001年1月15日付  | 17   | 39,150       | 482,980      |
| 2001年1月22日付  | 18   | 12,570       | 495,550      |
| 2000年1月29日付  | 23   | 9,860        | 505,410      |

## ミュージックビデオ
2011年6月24日に、YouTubeで公開された「月光」のミュージックビデオは、2019年5月21日に5000万再生、2025年2月27日に1億再生を突破した。
| 曲名                 | ミュージックビデオ                  |
| -------------------- | ----------------------------------- |
| 月光                 | 「月光」 - YouTube                  |
| 月光 (album version) | 「月光（album version）」 - YouTube |

## 収録アルバム
月光
- 『インソムニア』
- 『the ultimate collection』
- 『SINGLES 2000-2003』
- 『"ONE OF PILLARS" 〜BEST OF CHIHIRO ONITSUKA 2000-2010〜』
- 『GOOD BYE TRAIN 〜ALL TIME BEST 2000-2013』
- 『REQUIEM AND SILENCE』

Arrow of Pain
- 『This Armor』
- 『GOOD BYE TRAIN 〜ALL TIME BEST 2000-2013』

## カバー
| 楽曲 | リリース       | アーティスト               | 収録作品                                                              | 備考                                     |
| ---- | -------------- | -------------------------- | --------------------------------------------------------------------- | ---------------------------------------- |
| 月光 | 2001年7月18日  | 小原孝                     | カバーアルバム「TRY TRY TRY [ピアノよ歌え]スペシャル*J-POP特集2001*」 |                                          |
| 月光 | 2008年4月23日  | NICOTINE                   | カバーアルバム「COVER OF IT ALL -JAPANESE BEST SHITS-」               |                                          |
| 月光 | 2009年3月25日  | ベントレー・ジョーンズ     | カバーアルバム「TRANS//LATION 〜J-POP DANCE COVER〜」                 |                                          |
| 月光 | 2010年6月23日  | lela                       | アルバム「樹海の月」                                                  |                                          |
| 月光 | 2010年4月20日  | 徳永英明                   | カバーアルバム「VOCALIST 4」                                          |                                          |
| 月光 | 2010年6月16日  | SoulJa                     | アルバム「Letters」                                                   | 「月光 〜GOD'S CHILD〜 feat.鬼束ちひろ」 |
| 月光 | 2012年11月7日  | Ms.OOJA                    | カバーアルバム「WOMAN -Love Song Covers-」                            |                                          |
| 月光 | 2015年1月1日   | 96猫                       | アルバム「Brand New...」                                              |                                          |
| 月光 | 2015年8月1日   | 上新功祐                   | カバーアルバム『ウタモノ2 -COVER SONGS-』                             |                                          |
| 月光 | 2017年11月22日 | 山猿                       | カバーミニアルバム『えんむすび』                                      |                                          |
| 月光 | 2019年4月15日  | 富士葵                     | カバーアルバム「声 〜Cover ch.〜」                                    |                                          |
| 月光 | 2021年9月10日  | アオルタ（CV：平流エレン） | カバーアルバム「NEON SKY」                                            | 音楽プロジェクト『AKROGLAM』関連曲       |
| 月光 | 2025年6月22日  | 桂城泉（CV：進藤あまね）   |                                                                       | ゲーム『Link!Like!ラブライブ!』収録曲    |